# ナルサーク
ナルサーク（グリーンランド語: Narsaq）は、グリーンランド南部クヤレック基礎自治体の町。フィヨルド内にある。人口は2024年の統計で1,278人。ナルサクとも表記する。
航空路として、ナルサルスアークよりエア・グリーンランドのヘリコプター便が出ている。町が発展し始めたのは1953年に水産工場が設置されてからのことであり、1959年頃の人口は約600人であった。
2009年まではキター郡の基礎自治体であった。2009年の行政改革以降はクヤレック基礎自治体に属している。

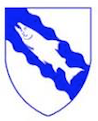
ナルサーク基礎自治体の紋章
ナルサーク基礎自治体の範囲